# هيلا فازان
هيلا شاي-فازان (بالعبرية: הילה שי-וזאן‏) (من مواليد 16 أبريل 1980) هي صحفية وسياسية إسرائيلية. كانت عضوَا بالكنيست عن تحالف أزرق أبيض من يونيو 2020 وحتى يناير 2021.

## السيرة الشخصية
ولدت شاي فازان في بات يام عام 1980 لأبوين هاجرا من طرابلس وبنغازي الليبيَّتين. حصلت على درجة البكالوريوس والماجستير في العلوم السياسية والإعلام من جامعة بار إيلان، حيث أصبحت متحدثة باسم اتحاد الطلاب. أسست صحيفة النقابة عام 2002، لتصبح ناشرة لها. في عام 2007 انضمت إلى يديعوت أحرونوت، في البداية كمراسلة. لقد انتقلت إلى القناة العاشرة في عام 2011، قبل أن تنضم إلى القناة الثانية.
ومن خلال مشاركتها في السياسة، أدارت المقر الانتخابي لحزب البيت اليهودي في عام 2012. وفي الانتخابات المحلية لعام 2013، حلت في المرتبة الثانية على قائمة الحزب في موديعين-مكابيم-ريعوت وانتُخبت لمجلس المدينة حيث فاز بمقعدين. انضمت إلى حزب الصمود الإسرائيلي قبل انتخابات أبريل 2019، وعندما أصبحت جزءً من تحالف أزرق أبيض، تم وضعها في الحادية والأربعين على قائمة التحالف. ومع ذلك، فقد فاز التحالف بـ35 مقعدًا فقط. حصلت على المركز الأربعين في انتخابات سبتمبر 2019، وقد فشلت مرة أخرى في الفوز بمقعد. بالنظر إلى المركز التاسع والثلاثين لانتخابات مارس 2020، فقد فشلت مرة أخرى في الفوز بمقعد، لكنها دخلت الكنيست في 21 يونيو كبديل ليزهر شاي، الذي استقال من مقعده بموجب القانون النرويجي بعد تعيينه في مجلس الوزراء. استقالت من الكنيست في 31 يناير 2021 من أجل الانضمام إلى الأمل الجديد وحلت مكانها عنات كنافو.

## روابط خارجية
- هيلا فازان على الموقع الإلكتروني للكنيست